# Antiochia fejedelmeinek családfája
Az első keresztes hadjárat résztvevőinek a főserege, 1098-ban, a szeldzsukoktól elfoglalta Antiochia városát, amelynek ura  I. (Tarantói) Bohemund lett, ezzel jött létre az Antiochiai Fejedelemség, a Közel-Kelet négy keresztes (avagy latin, illetve frank) államainak egyike. A fejedelemség, de facto, 1268-ig állt fenn, amikor Bajbarsz egyiptomi mameluk szultán elfoglalta a várost. A családfában a „fejedelem”, a „fejedelemnő”, és a „régens” kifejezés mindig az Antiochiai Fejedelemségnek a fejedelmét, fejedelemnőjét, illetve régensét jelentik.

## A családfa
|                                                 |  |  |  |  |  |  |  |  |  |  |  |  |  |  |  |
| zöld szín: antiochiai fejedelem, illetve régens |  |  |  |  |  |  |  |  |  |  |  |  |  |  |  |
|                                                 |  |  |  |  |  |  |  |  |  |  |  |  |  |  |  |

| | | | | | | | | | | | | | | | | | |                                               |                                               |                                                                                        |                                                                                        |                                                                                              |                                                                                        |                                                                                        |                                                                                        |                                                                                       |                                                                                       |                                                                                       |                                                                                       |  |  | | | | | | |  |  | | | | | | |  |  |  |  |  |  |  |  |  |  |  |  |  |  |  |  |  |  |  |  |  |  |  |  |  |  |  |  |  |  |  |  |  |  |
| | | | | | | | | | | | | | | | | | |                                               |                                               |                                                                                        |                                                                                        | Hauteville-i Tankréd 980 körül – 1041, normann nemes, feltehetően Hauteville-la-Guichard ura |                                                                                        |                                                                                        |                                                                                        |                                                                                       |                                                                                       |                                                                                       |                                                                                       |  |  | | | | | | |  |  | | | | | | |  |  |  |  |  |  |  |  |  |  |  |  |  |  |  |  |  |  |  |  |  |  |  |  |  |  |  |  |  |  |  |  |  |  |
| | | | | | | | | | | | | | | | | | |                                               |                                               |                                                                                        |                                                                                        |                                                                                              |                                                                                        |                                                                                        |                                                                                        |                                                                                       |                                                                                       |                                                                                       |                                                                                       |  |  | | | | | | |  |  | | | | | | |  |  |  |  |  |  |  |  |  |  |  |  |  |  |  |  |  |  |  |  |  |  |  |  |  |  |  |  |  |  |  |  |  |  |
| | | | | | | | | | | | | | | | | | |                                               |                                               |                                                                                        |                                                                                        |                                                                                              |                                                                                        |                                                                                        |                                                                                        |                                                                                       |                                                                                       |                                                                                       |                                                                                       |  |  | | | | | | |  |  | | | | | | |  |  |  |  |  |  |  |  |  |  |  |  |  |  |  |  |  |  |  |  |  |  |  |  |  |  |  |  |  |  |  |  |  |  |
| | | | | | | | | | | | | Robert Guiscard 1015 körül – 1085, Hauteville-i (Guiscard /Ravasz/) Róbert, Puglia és Calabria grófja: 1057-1059, majd hercege: 1059-1085, Benevento hercege: 1078-1081, Szicília ura: 1059-1071. | Robert Guiscard 1015 körül – 1085, Hauteville-i (Guiscard /Ravasz/) Róbert, Puglia és Calabria grófja: 1057-1059, majd hercege: 1059-1085, Benevento hercege: 1078-1081, Szicília ura: 1059-1071. | Robert Guiscard 1015 körül – 1085, Hauteville-i (Guiscard /Ravasz/) Róbert, Puglia és Calabria grófja: 1057-1059, majd hercege: 1059-1085, Benevento hercege: 1078-1081, Szicília ura: 1059-1071. | Robert Guiscard 1015 körül – 1085, Hauteville-i (Guiscard /Ravasz/) Róbert, Puglia és Calabria grófja: 1057-1059, majd hercege: 1059-1085, Benevento hercege: 1078-1081, Szicília ura: 1059-1071. | Robert Guiscard 1015 körül – 1085, Hauteville-i (Guiscard /Ravasz/) Róbert, Puglia és Calabria grófja: 1057-1059, majd hercege: 1059-1085, Benevento hercege: 1078-1081, Szicília ura: 1059-1071. | Robert Guiscard 1015 körül – 1085, Hauteville-i (Guiscard /Ravasz/) Róbert, Puglia és Calabria grófja: 1057-1059, majd hercege: 1059-1085, Benevento hercege: 1078-1081, Szicília ura: 1059-1071. |                                               |                                               |                                                                                        |                                                                                        |                                                                                              |                                                                                        |                                                                                        |                                                                                        |                                                                                       |                                                                                       |                                                                                       |                                                                                       |  |  | | | | | | |  |  | Hauteville-i Vilmos 1027 körül – 1080, a Salernói Hercegség grófja: 1056-1080, és Capitanata grófja | Hauteville-i Vilmos 1027 körül – 1080, a Salernói Hercegség grófja: 1056-1080, és Capitanata grófja | Hauteville-i Vilmos 1027 körül – 1080, a Salernói Hercegség grófja: 1056-1080, és Capitanata grófja | Hauteville-i Vilmos 1027 körül – 1080, a Salernói Hercegség grófja: 1056-1080, és Capitanata grófja | Hauteville-i Vilmos 1027 körül – 1080, a Salernói Hercegség grófja: 1056-1080, és Capitanata grófja | Hauteville-i Vilmos 1027 körül – 1080, a Salernói Hercegség grófja: 1056-1080, és Capitanata grófja |  |  |  |  |  |  |  |  |  |  |  |  |  |  |  |  |  |  |  |  |  |  |  |  |  |  |  |  |  |  |  |  |  |  |
| | | | | | | | | | | | | Robert Guiscard 1015 körül – 1085, Hauteville-i (Guiscard /Ravasz/) Róbert, Puglia és Calabria grófja: 1057-1059, majd hercege: 1059-1085, Benevento hercege: 1078-1081, Szicília ura: 1059-1071. | Robert Guiscard 1015 körül – 1085, Hauteville-i (Guiscard /Ravasz/) Róbert, Puglia és Calabria grófja: 1057-1059, majd hercege: 1059-1085, Benevento hercege: 1078-1081, Szicília ura: 1059-1071. | Robert Guiscard 1015 körül – 1085, Hauteville-i (Guiscard /Ravasz/) Róbert, Puglia és Calabria grófja: 1057-1059, majd hercege: 1059-1085, Benevento hercege: 1078-1081, Szicília ura: 1059-1071. | Robert Guiscard 1015 körül – 1085, Hauteville-i (Guiscard /Ravasz/) Róbert, Puglia és Calabria grófja: 1057-1059, majd hercege: 1059-1085, Benevento hercege: 1078-1081, Szicília ura: 1059-1071. | Robert Guiscard 1015 körül – 1085, Hauteville-i (Guiscard /Ravasz/) Róbert, Puglia és Calabria grófja: 1057-1059, majd hercege: 1059-1085, Benevento hercege: 1078-1081, Szicília ura: 1059-1071. | Robert Guiscard 1015 körül – 1085, Hauteville-i (Guiscard /Ravasz/) Róbert, Puglia és Calabria grófja: 1057-1059, majd hercege: 1059-1085, Benevento hercege: 1078-1081, Szicília ura: 1059-1071. |                                               |                                               |                                                                                        |                                                                                        |                                                                                              |                                                                                        |                                                                                        |                                                                                        |                                                                                       |                                                                                       |                                                                                       |                                                                                       |  |  | | | | | | |  |  | Hauteville-i Vilmos 1027 körül – 1080, a Salernói Hercegség grófja: 1056-1080, és Capitanata grófja | Hauteville-i Vilmos 1027 körül – 1080, a Salernói Hercegség grófja: 1056-1080, és Capitanata grófja | Hauteville-i Vilmos 1027 körül – 1080, a Salernói Hercegség grófja: 1056-1080, és Capitanata grófja | Hauteville-i Vilmos 1027 körül – 1080, a Salernói Hercegség grófja: 1056-1080, és Capitanata grófja | Hauteville-i Vilmos 1027 körül – 1080, a Salernói Hercegség grófja: 1056-1080, és Capitanata grófja | Hauteville-i Vilmos 1027 körül – 1080, a Salernói Hercegség grófja: 1056-1080, és Capitanata grófja |  |  |  |  |  |  |  |  |  |  |  |  |  |  |  |  |  |  |  |  |  |  |  |  |  |  |  |  |  |  |  |  |  |  |
| | | | | | | | | | | | | | | | | | |                                               |                                               |                                                                                        |                                                                                        |                                                                                              |                                                                                        |                                                                                        |                                                                                        |                                                                                       |                                                                                       |                                                                                       |                                                                                       |  |  | | | | | | |  |  | | | | | | |  |  |  |  |  |  |  |  |  |  |  |  |  |  |  |  |  |  |  |  |  |  |  |  |  |  |  |  |  |  |  |  |  |  |
| | | | | | | | | I. (Tarantói) Bohemund 1055/1058 – 1111, fejedelem: 1098-1111, I. Bohemund, Taranto hercege: 1088-1111                                             | I. (Tarantói) Bohemund 1055/1058 – 1111, fejedelem: 1098-1111, I. Bohemund, Taranto hercege: 1088-1111                                             | I. (Tarantói) Bohemund 1055/1058 – 1111, fejedelem: 1098-1111, I. Bohemund, Taranto hercege: 1088-1111            | I. (Tarantói) Bohemund 1055/1058 – 1111, fejedelem: 1098-1111, I. Bohemund, Taranto hercege: 1088-1111            | I. (Tarantói) Bohemund 1055/1058 – 1111, fejedelem: 1098-1111, I. Bohemund, Taranto hercege: 1088-1111                                                                                            | I. (Tarantói) Bohemund 1055/1058 – 1111, fejedelem: 1098-1111, I. Bohemund, Taranto hercege: 1088-1111                                                                                            | | | Emma 1052, vagy később – 1120 körül, őrgrófné | Emma 1052, vagy később – 1120 körül, őrgrófné | Emma 1052, vagy később – 1120 körül, őrgrófné | Emma 1052, vagy később – 1120 körül, őrgrófné | Emma 1052, vagy később – 1120 körül, őrgrófné                                          | Emma 1052, vagy később – 1120 körül, őrgrófné                                          |                                                                                              |                                                                                        | Jó Odó, ? – ?, őrgróf (normann, vagy longobárd nemes)                                  | Jó Odó, ? – ?, őrgróf (normann, vagy longobárd nemes)                                  | Jó Odó, ? – ?, őrgróf (normann, vagy longobárd nemes)                                 | Jó Odó, ? – ?, őrgróf (normann, vagy longobárd nemes)                                 | Jó Odó, ? – ?, őrgróf (normann, vagy longobárd nemes)                                 | Jó Odó, ? – ?, őrgróf (normann, vagy longobárd nemes)                                 |  |  | (Jeruzsálemi) Balduin 1060 körül?, 1075 körül? – 1131, régens: 1119-1126, 1130-1131, II. (Retheli) Balduin, a Jeruzsálemi Királyság királya: 1118-1131, II. Balduin, az Edesszai Grófság grófja: 1100-1118 | (Jeruzsálemi) Balduin 1060 körül?, 1075 körül? – 1131, régens: 1119-1126, 1130-1131, II. (Retheli) Balduin, a Jeruzsálemi Királyság királya: 1118-1131, II. Balduin, az Edesszai Grófság grófja: 1100-1118 | (Jeruzsálemi) Balduin 1060 körül?, 1075 körül? – 1131, régens: 1119-1126, 1130-1131, II. (Retheli) Balduin, a Jeruzsálemi Királyság királya: 1118-1131, II. Balduin, az Edesszai Grófság grófja: 1100-1118 | (Jeruzsálemi) Balduin 1060 körül?, 1075 körül? – 1131, régens: 1119-1126, 1130-1131, II. (Retheli) Balduin, a Jeruzsálemi Királyság királya: 1118-1131, II. Balduin, az Edesszai Grófság grófja: 1100-1118 | (Jeruzsálemi) Balduin 1060 körül?, 1075 körül? – 1131, régens: 1119-1126, 1130-1131, II. (Retheli) Balduin, a Jeruzsálemi Királyság királya: 1118-1131, II. Balduin, az Edesszai Grófság grófja: 1100-1118 | (Jeruzsálemi) Balduin 1060 körül?, 1075 körül? – 1131, régens: 1119-1126, 1130-1131, II. (Retheli) Balduin, a Jeruzsálemi Királyság királya: 1118-1131, II. Balduin, az Edesszai Grófság grófja: 1100-1118 |  |  | Salernói Richárd 1060 körül – 1114, az Edesszai Grófság régense: 1104-1108                          | Salernói Richárd 1060 körül – 1114, az Edesszai Grófság régense: 1104-1108                          | Salernói Richárd 1060 körül – 1114, az Edesszai Grófság régense: 1104-1108                          | Salernói Richárd 1060 körül – 1114, az Edesszai Grófság régense: 1104-1108                          | Salernói Richárd 1060 körül – 1114, az Edesszai Grófság régense: 1104-1108                          | Salernói Richárd 1060 körül – 1114, az Edesszai Grófság régense: 1104-1108                          |  |  |  |  |  |  |  |  |  |  |  |  |  |  |  |  |  |  |  |  |  |  |  |  |  |  |  |  |  |  |  |  |  |  |
| | | | | | | | | I. (Tarantói) Bohemund 1055/1058 – 1111, fejedelem: 1098-1111, I. Bohemund, Taranto hercege: 1088-1111                                             | I. (Tarantói) Bohemund 1055/1058 – 1111, fejedelem: 1098-1111, I. Bohemund, Taranto hercege: 1088-1111                                             | I. (Tarantói) Bohemund 1055/1058 – 1111, fejedelem: 1098-1111, I. Bohemund, Taranto hercege: 1088-1111            | I. (Tarantói) Bohemund 1055/1058 – 1111, fejedelem: 1098-1111, I. Bohemund, Taranto hercege: 1088-1111            | I. (Tarantói) Bohemund 1055/1058 – 1111, fejedelem: 1098-1111, I. Bohemund, Taranto hercege: 1088-1111                                                                                            | I. (Tarantói) Bohemund 1055/1058 – 1111, fejedelem: 1098-1111, I. Bohemund, Taranto hercege: 1088-1111                                                                                            | | | Emma 1052, vagy később – 1120 körül, őrgrófné | Emma 1052, vagy később – 1120 körül, őrgrófné | Emma 1052, vagy később – 1120 körül, őrgrófné | Emma 1052, vagy később – 1120 körül, őrgrófné | Emma 1052, vagy később – 1120 körül, őrgrófné                                          | Emma 1052, vagy később – 1120 körül, őrgrófné                                          |                                                                                              |                                                                                        | Jó Odó, ? – ?, őrgróf (normann, vagy longobárd nemes)                                  | Jó Odó, ? – ?, őrgróf (normann, vagy longobárd nemes)                                  | Jó Odó, ? – ?, őrgróf (normann, vagy longobárd nemes)                                 | Jó Odó, ? – ?, őrgróf (normann, vagy longobárd nemes)                                 | Jó Odó, ? – ?, őrgróf (normann, vagy longobárd nemes)                                 | Jó Odó, ? – ?, őrgróf (normann, vagy longobárd nemes)                                 |  |  | (Jeruzsálemi) Balduin 1060 körül?, 1075 körül? – 1131, régens: 1119-1126, 1130-1131, II. (Retheli) Balduin, a Jeruzsálemi Királyság királya: 1118-1131, II. Balduin, az Edesszai Grófság grófja: 1100-1118 | (Jeruzsálemi) Balduin 1060 körül?, 1075 körül? – 1131, régens: 1119-1126, 1130-1131, II. (Retheli) Balduin, a Jeruzsálemi Királyság királya: 1118-1131, II. Balduin, az Edesszai Grófság grófja: 1100-1118 | (Jeruzsálemi) Balduin 1060 körül?, 1075 körül? – 1131, régens: 1119-1126, 1130-1131, II. (Retheli) Balduin, a Jeruzsálemi Királyság királya: 1118-1131, II. Balduin, az Edesszai Grófság grófja: 1100-1118 | (Jeruzsálemi) Balduin 1060 körül?, 1075 körül? – 1131, régens: 1119-1126, 1130-1131, II. (Retheli) Balduin, a Jeruzsálemi Királyság királya: 1118-1131, II. Balduin, az Edesszai Grófság grófja: 1100-1118 | (Jeruzsálemi) Balduin 1060 körül?, 1075 körül? – 1131, régens: 1119-1126, 1130-1131, II. (Retheli) Balduin, a Jeruzsálemi Királyság királya: 1118-1131, II. Balduin, az Edesszai Grófság grófja: 1100-1118 | (Jeruzsálemi) Balduin 1060 körül?, 1075 körül? – 1131, régens: 1119-1126, 1130-1131, II. (Retheli) Balduin, a Jeruzsálemi Királyság királya: 1118-1131, II. Balduin, az Edesszai Grófság grófja: 1100-1118 |  |  | Salernói Richárd 1060 körül – 1114, az Edesszai Grófság régense: 1104-1108                          | Salernói Richárd 1060 körül – 1114, az Edesszai Grófság régense: 1104-1108                          | Salernói Richárd 1060 körül – 1114, az Edesszai Grófság régense: 1104-1108                          | Salernói Richárd 1060 körül – 1114, az Edesszai Grófság régense: 1104-1108                          | Salernói Richárd 1060 körül – 1114, az Edesszai Grófság régense: 1104-1108                          | Salernói Richárd 1060 körül – 1114, az Edesszai Grófság régense: 1104-1108                          |  |  |  |  |  |  |  |  |  |  |  |  |  |  |  |  |  |  |  |  |  |  |  |  |  |  |  |  |  |  |  |  |  |  |
| | | | | | | | | | | | | | | | | | |                                               |                                               |                                                                                        |                                                                                        |                                                                                              |                                                                                        |                                                                                        |                                                                                        |                                                                                       |                                                                                       |                                                                                       |                                                                                       |  |  | | | | | | |  |  | | | | | | |  |  |  |  |  |  |  |  |  |  |  |  |  |  |  |  |  |  |  |  |  |  |  |  |  |  |  |  |  |  |  |  |  |  |
| | | | | | | | | | | | | | | | | | |                                               |                                               |                                                                                        |                                                                                        |                                                                                              |                                                                                        |                                                                                        |                                                                                        |                                                                                       |                                                                                       |                                                                                       |                                                                                       |  |  | | | | | | |  |  | | | | | | |  |  |  |  |  |  |  |  |  |  |  |  |  |  |  |  |  |  |  |  |  |  |  |  |  |  |  |  |  |  |  |  |  |  |
| | | | | | | | | | | | | | | | | | |                                               |                                               |                                                                                        |                                                                                        |                                                                                              |                                                                                        |                                                                                        |                                                                                        |                                                                                       |                                                                                       |                                                                                       |                                                                                       |  |  | | | | | | |  |  | | | | | | |  |  |  |  |  |  |  |  |  |  |  |  |  |  |  |  |  |  |  |  |  |  |  |  |  |  |  |  |  |  |  |  |  |  |
| | | | | | | | | | | | | | | | | | |                                               |                                               |                                                                                        |                                                                                        |                                                                                              |                                                                                        |                                                                                        |                                                                                        |                                                                                       |                                                                                       |                                                                                       |                                                                                       |  |  | | | | | | |  |  | | | | | | |  |  |  |  |  |  |  |  |  |  |  |  |  |  |  |  |  |  |  |  |  |  |  |  |  |  |  |  |  |  |  |  |  |  |
| (Galileai) Tankréd 1076 – 1112, régens: 1100-1103, 1105-1112, Tankréd, Galilea hercege: 1099-1101, 1109-1112, Tankréd, az Edesszai Grófság régense: 1104-1108 | (Galileai) Tankréd 1076 – 1112, régens: 1100-1103, 1105-1112, Tankréd, Galilea hercege: 1099-1101, 1109-1112, Tankréd, az Edesszai Grófság régense: 1104-1108 | (Galileai) Tankréd 1076 – 1112, régens: 1100-1103, 1105-1112, Tankréd, Galilea hercege: 1099-1101, 1109-1112, Tankréd, az Edesszai Grófság régense: 1104-1108 | (Galileai) Tankréd 1076 – 1112, régens: 1100-1103, 1105-1112, Tankréd, Galilea hercege: 1099-1101, 1109-1112, Tankréd, az Edesszai Grófság régense: 1104-1108 | (Galileai) Tankréd 1076 – 1112, régens: 1100-1103, 1105-1112, Tankréd, Galilea hercege: 1099-1101, 1109-1112, Tankréd, az Edesszai Grófság régense: 1104-1108 | (Galileai) Tankréd 1076 – 1112, régens: 1100-1103, 1105-1112, Tankréd, Galilea hercege: 1099-1101, 1109-1112, Tankréd, az Edesszai Grófság régense: 1104-1108 | | | II. Bohemund 1109 – 1130, fejedelem: 1111-1130, II. Bohemund, Taranto hercege: 1111-1127 (a hercegséget elhagyta)                                  | II. Bohemund 1109 – 1130, fejedelem: 1111-1130, II. Bohemund, Taranto hercege: 1111-1127 (a hercegséget elhagyta)                                  | II. Bohemund 1109 – 1130, fejedelem: 1111-1130, II. Bohemund, Taranto hercege: 1111-1127 (a hercegséget elhagyta) | II. Bohemund 1109 – 1130, fejedelem: 1111-1130, II. Bohemund, Taranto hercege: 1111-1127 (a hercegséget elhagyta) | II. Bohemund 1109 – 1130, fejedelem: 1111-1130, II. Bohemund, Taranto hercege: 1111-1127 (a hercegséget elhagyta)                                                                                 | II. Bohemund 1109 – 1130, fejedelem: 1111-1130, II. Bohemund, Taranto hercege: 1111-1127 (a hercegséget elhagyta)                                                                                 | | | Aliz 1110 körül – 1151 után, fejedelemné | Aliz 1110 körül – 1151 után, fejedelemné | Aliz 1110 körül – 1151 után, fejedelemné      | Aliz 1110 körül – 1151 után, fejedelemné      | Aliz 1110 körül – 1151 után, fejedelemné                                               | Aliz 1110 körül – 1151 után, fejedelemné                                               |                                                                                              |                                                                                        | (Retheli) Meliszenda 1109 körül – 1161, a Jeruzsálemi Királyság királynője: 1131-1152  | (Retheli) Meliszenda 1109 körül – 1161, a Jeruzsálemi Királyság királynője: 1131-1152  | (Retheli) Meliszenda 1109 körül – 1161, a Jeruzsálemi Királyság királynője: 1131-1152 | (Retheli) Meliszenda 1109 körül – 1161, a Jeruzsálemi Királyság királynője: 1131-1152 | (Retheli) Meliszenda 1109 körül – 1161, a Jeruzsálemi Királyság királynője: 1131-1152 | (Retheli) Meliszenda 1109 körül – 1161, a Jeruzsálemi Királyság királynője: 1131-1152 |  |  | (Jeruzsálemi) Fulkó 1090 körül – 1143, régens: 1131-1136, Anjou Fulkó, a Jeruzsálemi Királyság királya: 1131-1143, V. (Ifjú) Fulkó, Anjou grófja: 1109-1129 (lemondott)                                    | (Jeruzsálemi) Fulkó 1090 körül – 1143, régens: 1131-1136, Anjou Fulkó, a Jeruzsálemi Királyság királya: 1131-1143, V. (Ifjú) Fulkó, Anjou grófja: 1109-1129 (lemondott)                                    | (Jeruzsálemi) Fulkó 1090 körül – 1143, régens: 1131-1136, Anjou Fulkó, a Jeruzsálemi Királyság királya: 1131-1143, V. (Ifjú) Fulkó, Anjou grófja: 1109-1129 (lemondott)                                    | (Jeruzsálemi) Fulkó 1090 körül – 1143, régens: 1131-1136, Anjou Fulkó, a Jeruzsálemi Királyság királya: 1131-1143, V. (Ifjú) Fulkó, Anjou grófja: 1109-1129 (lemondott)                                    | (Jeruzsálemi) Fulkó 1090 körül – 1143, régens: 1131-1136, Anjou Fulkó, a Jeruzsálemi Királyság királya: 1131-1143, V. (Ifjú) Fulkó, Anjou grófja: 1109-1129 (lemondott)                                    | (Jeruzsálemi) Fulkó 1090 körül – 1143, régens: 1131-1136, Anjou Fulkó, a Jeruzsálemi Királyság királya: 1131-1143, V. (Ifjú) Fulkó, Anjou grófja: 1109-1129 (lemondott)                                    |  |  | Salernói Roger ? – 1119, régens: 1112-1119                                                          | Salernói Roger ? – 1119, régens: 1112-1119                                                          | Salernói Roger ? – 1119, régens: 1112-1119                                                          | Salernói Roger ? – 1119, régens: 1112-1119                                                          | Salernói Roger ? – 1119, régens: 1112-1119                                                          | Salernói Roger ? – 1119, régens: 1112-1119                                                          |  |  |  |  |  |  |  |  |  |  |  |  |  |  |  |  |  |  |  |  |  |  |  |  |  |  |  |  |  |  |  |  |  |  |
| (Galileai) Tankréd 1076 – 1112, régens: 1100-1103, 1105-1112, Tankréd, Galilea hercege: 1099-1101, 1109-1112, Tankréd, az Edesszai Grófság régense: 1104-1108 | (Galileai) Tankréd 1076 – 1112, régens: 1100-1103, 1105-1112, Tankréd, Galilea hercege: 1099-1101, 1109-1112, Tankréd, az Edesszai Grófság régense: 1104-1108 | (Galileai) Tankréd 1076 – 1112, régens: 1100-1103, 1105-1112, Tankréd, Galilea hercege: 1099-1101, 1109-1112, Tankréd, az Edesszai Grófság régense: 1104-1108 | (Galileai) Tankréd 1076 – 1112, régens: 1100-1103, 1105-1112, Tankréd, Galilea hercege: 1099-1101, 1109-1112, Tankréd, az Edesszai Grófság régense: 1104-1108 | (Galileai) Tankréd 1076 – 1112, régens: 1100-1103, 1105-1112, Tankréd, Galilea hercege: 1099-1101, 1109-1112, Tankréd, az Edesszai Grófság régense: 1104-1108 | (Galileai) Tankréd 1076 – 1112, régens: 1100-1103, 1105-1112, Tankréd, Galilea hercege: 1099-1101, 1109-1112, Tankréd, az Edesszai Grófság régense: 1104-1108 | | | II. Bohemund 1109 – 1130, fejedelem: 1111-1130, II. Bohemund, Taranto hercege: 1111-1127 (a hercegséget elhagyta)                                  | II. Bohemund 1109 – 1130, fejedelem: 1111-1130, II. Bohemund, Taranto hercege: 1111-1127 (a hercegséget elhagyta)                                  | II. Bohemund 1109 – 1130, fejedelem: 1111-1130, II. Bohemund, Taranto hercege: 1111-1127 (a hercegséget elhagyta) | II. Bohemund 1109 – 1130, fejedelem: 1111-1130, II. Bohemund, Taranto hercege: 1111-1127 (a hercegséget elhagyta) | II. Bohemund 1109 – 1130, fejedelem: 1111-1130, II. Bohemund, Taranto hercege: 1111-1127 (a hercegséget elhagyta)                                                                                 | II. Bohemund 1109 – 1130, fejedelem: 1111-1130, II. Bohemund, Taranto hercege: 1111-1127 (a hercegséget elhagyta)                                                                                 | | | Aliz 1110 körül – 1151 után, fejedelemné | Aliz 1110 körül – 1151 után, fejedelemné | Aliz 1110 körül – 1151 után, fejedelemné      | Aliz 1110 körül – 1151 után, fejedelemné      | Aliz 1110 körül – 1151 után, fejedelemné                                               | Aliz 1110 körül – 1151 után, fejedelemné                                               |                                                                                              |                                                                                        | (Retheli) Meliszenda 1109 körül – 1161, a Jeruzsálemi Királyság királynője: 1131-1152  | (Retheli) Meliszenda 1109 körül – 1161, a Jeruzsálemi Királyság királynője: 1131-1152  | (Retheli) Meliszenda 1109 körül – 1161, a Jeruzsálemi Királyság királynője: 1131-1152 | (Retheli) Meliszenda 1109 körül – 1161, a Jeruzsálemi Királyság királynője: 1131-1152 | (Retheli) Meliszenda 1109 körül – 1161, a Jeruzsálemi Királyság királynője: 1131-1152 | (Retheli) Meliszenda 1109 körül – 1161, a Jeruzsálemi Királyság királynője: 1131-1152 |  |  | (Jeruzsálemi) Fulkó 1090 körül – 1143, régens: 1131-1136, Anjou Fulkó, a Jeruzsálemi Királyság királya: 1131-1143, V. (Ifjú) Fulkó, Anjou grófja: 1109-1129 (lemondott)                                    | (Jeruzsálemi) Fulkó 1090 körül – 1143, régens: 1131-1136, Anjou Fulkó, a Jeruzsálemi Királyság királya: 1131-1143, V. (Ifjú) Fulkó, Anjou grófja: 1109-1129 (lemondott)                                    | (Jeruzsálemi) Fulkó 1090 körül – 1143, régens: 1131-1136, Anjou Fulkó, a Jeruzsálemi Királyság királya: 1131-1143, V. (Ifjú) Fulkó, Anjou grófja: 1109-1129 (lemondott)                                    | (Jeruzsálemi) Fulkó 1090 körül – 1143, régens: 1131-1136, Anjou Fulkó, a Jeruzsálemi Királyság királya: 1131-1143, V. (Ifjú) Fulkó, Anjou grófja: 1109-1129 (lemondott)                                    | (Jeruzsálemi) Fulkó 1090 körül – 1143, régens: 1131-1136, Anjou Fulkó, a Jeruzsálemi Királyság királya: 1131-1143, V. (Ifjú) Fulkó, Anjou grófja: 1109-1129 (lemondott)                                    | (Jeruzsálemi) Fulkó 1090 körül – 1143, régens: 1131-1136, Anjou Fulkó, a Jeruzsálemi Királyság királya: 1131-1143, V. (Ifjú) Fulkó, Anjou grófja: 1109-1129 (lemondott)                                    |  |  | Salernói Roger ? – 1119, régens: 1112-1119                                                          | Salernói Roger ? – 1119, régens: 1112-1119                                                          | Salernói Roger ? – 1119, régens: 1112-1119                                                          | Salernói Roger ? – 1119, régens: 1112-1119                                                          | Salernói Roger ? – 1119, régens: 1112-1119                                                          | Salernói Roger ? – 1119, régens: 1112-1119                                                          |  |  |  |  |  |  |  |  |  |  |  |  |  |  |  |  |  |  |  |  |  |  |  |  |  |  |  |  |  |  |  |  |  |  |
| | | | | | | | | | | | | | | | | | |                                               |                                               |                                                                                        |                                                                                        |                                                                                              |                                                                                        |                                                                                        |                                                                                        |                                                                                       |                                                                                       |                                                                                       |                                                                                       |  |  | | | | | | |  |  | | | | | | |  |  |  |  |  |  |  |  |  |  |  |  |  |  |  |  |  |  |  |  |  |  |  |  |  |  |  |  |  |  |  |  |  |  |
| | | | | Poitiers-i Rajmund 1099 körül?, 1115 körül? – 1149, fejedelem: 1136-1149, a házassága révén                                                                   | Poitiers-i Rajmund 1099 körül?, 1115 körül? – 1149, fejedelem: 1136-1149, a házassága révén                                                                   | Poitiers-i Rajmund 1099 körül?, 1115 körül? – 1149, fejedelem: 1136-1149, a házassága révén                                                        | Poitiers-i Rajmund 1099 körül?, 1115 körül? – 1149, fejedelem: 1136-1149, a házassága révén                                                        | Poitiers-i Rajmund 1099 körül?, 1115 körül? – 1149, fejedelem: 1136-1149, a házassága révén                                                        | Poitiers-i Rajmund 1099 körül?, 1115 körül? – 1149, fejedelem: 1136-1149, a házassága révén                                                        | | | Konstancia 1127 – 1163, fejedelemnő: 1130-1163 (trónfosztva) | Konstancia 1127 – 1163, fejedelemnő: 1130-1163 (trónfosztva) | Konstancia 1127 – 1163, fejedelemnő: 1130-1163 (trónfosztva) | Konstancia 1127 – 1163, fejedelemnő: 1130-1163 (trónfosztva) | Konstancia 1127 – 1163, fejedelemnő: 1130-1163 (trónfosztva) | Konstancia 1127 – 1163, fejedelemnő: 1130-1163 (trónfosztva) |                                               |                                               | Châtillon-i Rajnáld 1124 – 1187, fejedelem: 1153-1160, a házassága révén (trónfosztva) | Châtillon-i Rajnáld 1124 – 1187, fejedelem: 1153-1160, a házassága révén (trónfosztva) | Châtillon-i Rajnáld 1124 – 1187, fejedelem: 1153-1160, a házassága révén (trónfosztva)       | Châtillon-i Rajnáld 1124 – 1187, fejedelem: 1153-1160, a házassága révén (trónfosztva) | Châtillon-i Rajnáld 1124 – 1187, fejedelem: 1153-1160, a házassága révén (trónfosztva) | Châtillon-i Rajnáld 1124 – 1187, fejedelem: 1153-1160, a házassága révén (trónfosztva) |                                                                                       |                                                                                       |                                                                                       |                                                                                       |  |  | | | | | | |  |  | | | | | | |  |  |  |  |  |  |  |  |  |  |  |  |  |  |  |  |  |  |  |  |  |  |  |  |  |  |  |  |  |  |  |  |  |  |
| | | | | Poitiers-i Rajmund 1099 körül?, 1115 körül? – 1149, fejedelem: 1136-1149, a házassága révén                                                                   | Poitiers-i Rajmund 1099 körül?, 1115 körül? – 1149, fejedelem: 1136-1149, a házassága révén                                                                   | Poitiers-i Rajmund 1099 körül?, 1115 körül? – 1149, fejedelem: 1136-1149, a házassága révén                                                        | Poitiers-i Rajmund 1099 körül?, 1115 körül? – 1149, fejedelem: 1136-1149, a házassága révén                                                        | Poitiers-i Rajmund 1099 körül?, 1115 körül? – 1149, fejedelem: 1136-1149, a házassága révén                                                        | Poitiers-i Rajmund 1099 körül?, 1115 körül? – 1149, fejedelem: 1136-1149, a házassága révén                                                        | | | Konstancia 1127 – 1163, fejedelemnő: 1130-1163 (trónfosztva) | Konstancia 1127 – 1163, fejedelemnő: 1130-1163 (trónfosztva) | Konstancia 1127 – 1163, fejedelemnő: 1130-1163 (trónfosztva) | Konstancia 1127 – 1163, fejedelemnő: 1130-1163 (trónfosztva) | Konstancia 1127 – 1163, fejedelemnő: 1130-1163 (trónfosztva) | Konstancia 1127 – 1163, fejedelemnő: 1130-1163 (trónfosztva) |                                               |                                               | Châtillon-i Rajnáld 1124 – 1187, fejedelem: 1153-1160, a házassága révén (trónfosztva) | Châtillon-i Rajnáld 1124 – 1187, fejedelem: 1153-1160, a házassága révén (trónfosztva) | Châtillon-i Rajnáld 1124 – 1187, fejedelem: 1153-1160, a házassága révén (trónfosztva)       | Châtillon-i Rajnáld 1124 – 1187, fejedelem: 1153-1160, a házassága révén (trónfosztva) | Châtillon-i Rajnáld 1124 – 1187, fejedelem: 1153-1160, a házassága révén (trónfosztva) | Châtillon-i Rajnáld 1124 – 1187, fejedelem: 1153-1160, a házassága révén (trónfosztva) |                                                                                       |                                                                                       |                                                                                       |                                                                                       |  |  | | | | | | |  |  | | | | | | |  |  |  |  |  |  |  |  |  |  |  |  |  |  |  |  |  |  |  |  |  |  |  |  |  |  |  |  |  |  |  |  |  |  |
| | | | | | | | | | | | | | | | | | |                                               |                                               |                                                                                        |                                                                                        |                                                                                              |                                                                                        |                                                                                        |                                                                                        |                                                                                       |                                                                                       |                                                                                       |                                                                                       |  |  | | | | | | |  |  | | | | | | |  |  |  |  |  |  |  |  |  |  |  |  |  |  |  |  |  |  |  |  |  |  |  |  |  |  |  |  |  |  |  |  |  |  |
| | | | | | | | | III. (Gyermek, Dadogó) Bohemund 1148 körül – 1201, fejedelem: 1163-1201                                                                            | | | | | | | | | |                                               |                                               |                                                                                        |                                                                                        |                                                                                              |                                                                                        |                                                                                        |                                                                                        |                                                                                       |                                                                                       |                                                                                       |                                                                                       |  |  | | | | | | |  |  | | | | | | |  |  |  |  |  |  |  |  |  |  |  |  |  |  |  |  |  |  |  |  |  |  |  |  |  |  |  |  |  |  |  |  |  |  |
| | | | | | | | | | | | | | | | | | |                                               |                                               |                                                                                        |                                                                                        |                                                                                              |                                                                                        |                                                                                        |                                                                                        |                                                                                       |                                                                                       |                                                                                       |                                                                                       |  |  | | | | | | |  |  | | | | | | |  |  |  |  |  |  |  |  |  |  |  |  |  |  |  |  |  |  |  |  |  |  |  |  |  |  |  |  |  |  |  |  |  |  |
| | | | | | | | | | | | | | | | | | |                                               |                                               |                                                                                        |                                                                                        |                                                                                              |                                                                                        |                                                                                        |                                                                                        |                                                                                       |                                                                                       |                                                                                       |                                                                                       |  |  | | | | | | |  |  | | | | | | |  |  |  |  |  |  |  |  |  |  |  |  |  |  |  |  |  |  |  |  |  |  |  |  |  |  |  |  |  |  |  |  |  |  |
| | | | | IV. (Félszemű) Bohemund 1172/1175 körül – 1233, fejedelem: 1201-1216 (trónfosztva), 1219-1233, I. Bohemund, a Tripoliszi Grófság grófja: 1189-1233            | IV. (Félszemű) Bohemund 1172/1175 körül – 1233, fejedelem: 1201-1216 (trónfosztva), 1219-1233, I. Bohemund, a Tripoliszi Grófság grófja: 1189-1233            | IV. (Félszemű) Bohemund 1172/1175 körül – 1233, fejedelem: 1201-1216 (trónfosztva), 1219-1233, I. Bohemund, a Tripoliszi Grófság grófja: 1189-1233 | IV. (Félszemű) Bohemund 1172/1175 körül – 1233, fejedelem: 1201-1216 (trónfosztva), 1219-1233, I. Bohemund, a Tripoliszi Grófság grófja: 1189-1233 | IV. (Félszemű) Bohemund 1172/1175 körül – 1233, fejedelem: 1201-1216 (trónfosztva), 1219-1233, I. Bohemund, a Tripoliszi Grófság grófja: 1189-1233 | IV. (Félszemű) Bohemund 1172/1175 körül – 1233, fejedelem: 1201-1216 (trónfosztva), 1219-1233, I. Bohemund, a Tripoliszi Grófság grófja: 1189-1233 | | | Tripoliszi Rajmund ? – 1199, régens: 1193-1194, IV. Rajmund, a Tripoliszi Grófság grófja: 1187-1189 (az apja, III. Bohemund fejedelem, visszahívta a grófságból)                                  | Tripoliszi Rajmund ? – 1199, régens: 1193-1194, IV. Rajmund, a Tripoliszi Grófság grófja: 1187-1189 (az apja, III. Bohemund fejedelem, visszahívta a grófságból)                                  | Tripoliszi Rajmund ? – 1199, régens: 1193-1194, IV. Rajmund, a Tripoliszi Grófság grófja: 1187-1189 (az apja, III. Bohemund fejedelem, visszahívta a grófságból)                                  | Tripoliszi Rajmund ? – 1199, régens: 1193-1194, IV. Rajmund, a Tripoliszi Grófság grófja: 1187-1189 (az apja, III. Bohemund fejedelem, visszahívta a grófságból)                                  | Tripoliszi Rajmund ? – 1199, régens: 1193-1194, IV. Rajmund, a Tripoliszi Grófság grófja: 1187-1189 (az apja, III. Bohemund fejedelem, visszahívta a grófságból)                                  | Tripoliszi Rajmund ? – 1199, régens: 1193-1194, IV. Rajmund, a Tripoliszi Grófság grófja: 1187-1189 (az apja, III. Bohemund fejedelem, visszahívta a grófságból)                                  |                                               |                                               |                                                                                        |                                                                                        |                                                                                              |                                                                                        |                                                                                        |                                                                                        |                                                                                       |                                                                                       |                                                                                       |                                                                                       |  |  | | | | | | |  |  | | | | | | |  |  |  |  |  |  |  |  |  |  |  |  |  |  |  |  |  |  |  |  |  |  |  |  |  |  |  |  |  |  |  |  |  |  |
| | | | | IV. (Félszemű) Bohemund 1172/1175 körül – 1233, fejedelem: 1201-1216 (trónfosztva), 1219-1233, I. Bohemund, a Tripoliszi Grófság grófja: 1189-1233            | IV. (Félszemű) Bohemund 1172/1175 körül – 1233, fejedelem: 1201-1216 (trónfosztva), 1219-1233, I. Bohemund, a Tripoliszi Grófság grófja: 1189-1233            | IV. (Félszemű) Bohemund 1172/1175 körül – 1233, fejedelem: 1201-1216 (trónfosztva), 1219-1233, I. Bohemund, a Tripoliszi Grófság grófja: 1189-1233 | IV. (Félszemű) Bohemund 1172/1175 körül – 1233, fejedelem: 1201-1216 (trónfosztva), 1219-1233, I. Bohemund, a Tripoliszi Grófság grófja: 1189-1233 | IV. (Félszemű) Bohemund 1172/1175 körül – 1233, fejedelem: 1201-1216 (trónfosztva), 1219-1233, I. Bohemund, a Tripoliszi Grófság grófja: 1189-1233 | IV. (Félszemű) Bohemund 1172/1175 körül – 1233, fejedelem: 1201-1216 (trónfosztva), 1219-1233, I. Bohemund, a Tripoliszi Grófság grófja: 1189-1233 | | | Tripoliszi Rajmund ? – 1199, régens: 1193-1194, IV. Rajmund, a Tripoliszi Grófság grófja: 1187-1189 (az apja, III. Bohemund fejedelem, visszahívta a grófságból)                                  | Tripoliszi Rajmund ? – 1199, régens: 1193-1194, IV. Rajmund, a Tripoliszi Grófság grófja: 1187-1189 (az apja, III. Bohemund fejedelem, visszahívta a grófságból)                                  | Tripoliszi Rajmund ? – 1199, régens: 1193-1194, IV. Rajmund, a Tripoliszi Grófság grófja: 1187-1189 (az apja, III. Bohemund fejedelem, visszahívta a grófságból)                                  | Tripoliszi Rajmund ? – 1199, régens: 1193-1194, IV. Rajmund, a Tripoliszi Grófság grófja: 1187-1189 (az apja, III. Bohemund fejedelem, visszahívta a grófságból)                                  | Tripoliszi Rajmund ? – 1199, régens: 1193-1194, IV. Rajmund, a Tripoliszi Grófság grófja: 1187-1189 (az apja, III. Bohemund fejedelem, visszahívta a grófságból)                                  | Tripoliszi Rajmund ? – 1199, régens: 1193-1194, IV. Rajmund, a Tripoliszi Grófság grófja: 1187-1189 (az apja, III. Bohemund fejedelem, visszahívta a grófságból)                                  |                                               |                                               |                                                                                        |                                                                                        |                                                                                              |                                                                                        |                                                                                        |                                                                                        |                                                                                       |                                                                                       |                                                                                       |                                                                                       |  |  | | | | | | |  |  | | | | | | |  |  |  |  |  |  |  |  |  |  |  |  |  |  |  |  |  |  |  |  |  |  |  |  |  |  |  |  |  |  |  |  |  |  |
| | | | | V. Bohemund 1199/1200 – 1252, fejedelem: 1233-1252, II. Bohemund, a Tripoliszi Grófság grófja: 1233-1252                                                      | V. Bohemund 1199/1200 – 1252, fejedelem: 1233-1252, II. Bohemund, a Tripoliszi Grófság grófja: 1233-1252                                                      | V. Bohemund 1199/1200 – 1252, fejedelem: 1233-1252, II. Bohemund, a Tripoliszi Grófság grófja: 1233-1252                                           | V. Bohemund 1199/1200 – 1252, fejedelem: 1233-1252, II. Bohemund, a Tripoliszi Grófság grófja: 1233-1252                                           | V. Bohemund 1199/1200 – 1252, fejedelem: 1233-1252, II. Bohemund, a Tripoliszi Grófság grófja: 1233-1252                                           | V. Bohemund 1199/1200 – 1252, fejedelem: 1233-1252, II. Bohemund, a Tripoliszi Grófság grófja: 1233-1252                                           | | | Rupen Rajmund 1195/1199 – 1221/1222, fejedelem: 1216-1219 (trónfosztva), I. Rupen Rajmund, Kis-Örményország királya: 1211-1218/1219 (trónfosztva)                                                 | Rupen Rajmund 1195/1199 – 1221/1222, fejedelem: 1216-1219 (trónfosztva), I. Rupen Rajmund, Kis-Örményország királya: 1211-1218/1219 (trónfosztva)                                                 | Rupen Rajmund 1195/1199 – 1221/1222, fejedelem: 1216-1219 (trónfosztva), I. Rupen Rajmund, Kis-Örményország királya: 1211-1218/1219 (trónfosztva)                                                 | Rupen Rajmund 1195/1199 – 1221/1222, fejedelem: 1216-1219 (trónfosztva), I. Rupen Rajmund, Kis-Örményország királya: 1211-1218/1219 (trónfosztva)                                                 | Rupen Rajmund 1195/1199 – 1221/1222, fejedelem: 1216-1219 (trónfosztva), I. Rupen Rajmund, Kis-Örményország királya: 1211-1218/1219 (trónfosztva)                                                 | Rupen Rajmund 1195/1199 – 1221/1222, fejedelem: 1216-1219 (trónfosztva), I. Rupen Rajmund, Kis-Örményország királya: 1211-1218/1219 (trónfosztva)                                                 |                                               |                                               |                                                                                        |                                                                                        |                                                                                              |                                                                                        |                                                                                        |                                                                                        |                                                                                       |                                                                                       |                                                                                       |                                                                                       |  |  | | | | | | |  |  | | | | | | |  |  |  |  |  |  |  |  |  |  |  |  |  |  |  |  |  |  |  |  |  |  |  |  |  |  |  |  |  |  |  |  |  |  |
| | | | | V. Bohemund 1199/1200 – 1252, fejedelem: 1233-1252, II. Bohemund, a Tripoliszi Grófság grófja: 1233-1252                                                      | V. Bohemund 1199/1200 – 1252, fejedelem: 1233-1252, II. Bohemund, a Tripoliszi Grófság grófja: 1233-1252                                                      | V. Bohemund 1199/1200 – 1252, fejedelem: 1233-1252, II. Bohemund, a Tripoliszi Grófság grófja: 1233-1252                                           | V. Bohemund 1199/1200 – 1252, fejedelem: 1233-1252, II. Bohemund, a Tripoliszi Grófság grófja: 1233-1252                                           | V. Bohemund 1199/1200 – 1252, fejedelem: 1233-1252, II. Bohemund, a Tripoliszi Grófság grófja: 1233-1252                                           | V. Bohemund 1199/1200 – 1252, fejedelem: 1233-1252, II. Bohemund, a Tripoliszi Grófság grófja: 1233-1252                                           | | | Rupen Rajmund 1195/1199 – 1221/1222, fejedelem: 1216-1219 (trónfosztva), I. Rupen Rajmund, Kis-Örményország királya: 1211-1218/1219 (trónfosztva)                                                 | Rupen Rajmund 1195/1199 – 1221/1222, fejedelem: 1216-1219 (trónfosztva), I. Rupen Rajmund, Kis-Örményország királya: 1211-1218/1219 (trónfosztva)                                                 | Rupen Rajmund 1195/1199 – 1221/1222, fejedelem: 1216-1219 (trónfosztva), I. Rupen Rajmund, Kis-Örményország királya: 1211-1218/1219 (trónfosztva)                                                 | Rupen Rajmund 1195/1199 – 1221/1222, fejedelem: 1216-1219 (trónfosztva), I. Rupen Rajmund, Kis-Örményország királya: 1211-1218/1219 (trónfosztva)                                                 | Rupen Rajmund 1195/1199 – 1221/1222, fejedelem: 1216-1219 (trónfosztva), I. Rupen Rajmund, Kis-Örményország királya: 1211-1218/1219 (trónfosztva)                                                 | Rupen Rajmund 1195/1199 – 1221/1222, fejedelem: 1216-1219 (trónfosztva), I. Rupen Rajmund, Kis-Örményország királya: 1211-1218/1219 (trónfosztva)                                                 |                                               |                                               |                                                                                        |                                                                                        |                                                                                              |                                                                                        |                                                                                        |                                                                                        |                                                                                       |                                                                                       |                                                                                       |                                                                                       |  |  | | | | | | |  |  | | | | | | |  |  |  |  |  |  |  |  |  |  |  |  |  |  |  |  |  |  |  |  |  |  |  |  |  |  |  |  |  |  |  |  |  |  |
| | | | | VI. (Szép) Bohemund 1237 – 1275, fejedelem, ténylegesen: 1252-1268, névlegesen: 1268-1275, III. Bohemund, a Tripoliszi Grófság grófja: 1252-1275              | | | | | | | | | | | | | |                                               |                                               |                                                                                        |                                                                                        |                                                                                              |                                                                                        |                                                                                        |                                                                                        |                                                                                       |                                                                                       |                                                                                       |                                                                                       |  |  | | | | | | |  |  | | | | | | |  |  |  |  |  |  |  |  |  |  |  |  |  |  |  |  |  |  |  |  |  |  |  |  |  |  |  |  |  |  |  |  |  |  |
| | | | | | | | | | | | | | | | | | |                                               |                                               |                                                                                        |                                                                                        |                                                                                              |                                                                                        |                                                                                        |                                                                                        |                                                                                       |                                                                                       |                                                                                       |                                                                                       |  |  | | | | | | |  |  | | | | | | |  |  |  |  |  |  |  |  |  |  |  |  |  |  |  |  |  |  |  |  |  |  |  |  |  |  |  |  |  |  |  |  |  |  |
| | | | | | | | | | | | | | | | | | |                                               |                                               |                                                                                        |                                                                                        |                                                                                              |                                                                                        |                                                                                        |                                                                                        |                                                                                       |                                                                                       |                                                                                       |                                                                                       |  |  | | | | | | |  |  | | | | | | |  |  |  |  |  |  |  |  |  |  |  |  |  |  |  |  |  |  |  |  |  |  |  |  |  |  |  |  |  |  |  |  |  |  |
| VII. Bohemund 1261 – 1287, névleges fejedelem: 1275-1287, IV. Bohemund, a Tripoliszi Grófság grófja: 1275-1287                                                | VII. Bohemund 1261 – 1287, névleges fejedelem: 1275-1287, IV. Bohemund, a Tripoliszi Grófság grófja: 1275-1287                                                | VII. Bohemund 1261 – 1287, névleges fejedelem: 1275-1287, IV. Bohemund, a Tripoliszi Grófság grófja: 1275-1287                                                | VII. Bohemund 1261 – 1287, névleges fejedelem: 1275-1287, IV. Bohemund, a Tripoliszi Grófság grófja: 1275-1287                                                | VII. Bohemund 1261 – 1287, névleges fejedelem: 1275-1287, IV. Bohemund, a Tripoliszi Grófság grófja: 1275-1287                                                | VII. Bohemund 1261 – 1287, névleges fejedelem: 1275-1287, IV. Bohemund, a Tripoliszi Grófság grófja: 1275-1287                                                | | | Lúcia 1265 körül – 1299, névleges fejedelemnő: 1287-1299, Lúcia, a Tripoliszi Grófság grófnője: 1288-1289                                          | Lúcia 1265 körül – 1299, névleges fejedelemnő: 1287-1299, Lúcia, a Tripoliszi Grófság grófnője: 1288-1289                                          | Lúcia 1265 körül – 1299, névleges fejedelemnő: 1287-1299, Lúcia, a Tripoliszi Grófság grófnője: 1288-1289         | Lúcia 1265 körül – 1299, névleges fejedelemnő: 1287-1299, Lúcia, a Tripoliszi Grófság grófnője: 1288-1289         | Lúcia 1265 körül – 1299, névleges fejedelemnő: 1287-1299, Lúcia, a Tripoliszi Grófság grófnője: 1288-1289                                                                                         | Lúcia 1265 körül – 1299, névleges fejedelemnő: 1287-1299, Lúcia, a Tripoliszi Grófság grófnője: 1288-1289                                                                                         | | | | |                                               |                                               |                                                                                        |                                                                                        |                                                                                              |                                                                                        |                                                                                        |                                                                                        |                                                                                       |                                                                                       |                                                                                       |                                                                                       |  |  | | | | | | |  |  | | | | | | |  |  |  |  |  |  |  |  |  |  |  |  |  |  |  |  |  |  |  |  |  |  |  |  |  |  |  |  |  |  |  |  |  |  |
| VII. Bohemund 1261 – 1287, névleges fejedelem: 1275-1287, IV. Bohemund, a Tripoliszi Grófság grófja: 1275-1287                                                | VII. Bohemund 1261 – 1287, névleges fejedelem: 1275-1287, IV. Bohemund, a Tripoliszi Grófság grófja: 1275-1287                                                | VII. Bohemund 1261 – 1287, névleges fejedelem: 1275-1287, IV. Bohemund, a Tripoliszi Grófság grófja: 1275-1287                                                | VII. Bohemund 1261 – 1287, névleges fejedelem: 1275-1287, IV. Bohemund, a Tripoliszi Grófság grófja: 1275-1287                                                | VII. Bohemund 1261 – 1287, névleges fejedelem: 1275-1287, IV. Bohemund, a Tripoliszi Grófság grófja: 1275-1287                                                | VII. Bohemund 1261 – 1287, névleges fejedelem: 1275-1287, IV. Bohemund, a Tripoliszi Grófság grófja: 1275-1287                                                | | | Lúcia 1265 körül – 1299, névleges fejedelemnő: 1287-1299, Lúcia, a Tripoliszi Grófság grófnője: 1288-1289                                          | Lúcia 1265 körül – 1299, névleges fejedelemnő: 1287-1299, Lúcia, a Tripoliszi Grófság grófnője: 1288-1289                                          | Lúcia 1265 körül – 1299, névleges fejedelemnő: 1287-1299, Lúcia, a Tripoliszi Grófság grófnője: 1288-1289         | Lúcia 1265 körül – 1299, névleges fejedelemnő: 1287-1299, Lúcia, a Tripoliszi Grófság grófnője: 1288-1289         | Lúcia 1265 körül – 1299, névleges fejedelemnő: 1287-1299, Lúcia, a Tripoliszi Grófság grófnője: 1288-1289                                                                                         | Lúcia 1265 körül – 1299, névleges fejedelemnő: 1287-1299, Lúcia, a Tripoliszi Grófság grófnője: 1288-1289                                                                                         | | | | |                                               |                                               |                                                                                        |                                                                                        |                                                                                              |                                                                                        |                                                                                        |                                                                                        |                                                                                       |                                                                                       |                                                                                       |                                                                                       |  |  | | | | | | |  |  | | | | | | |  |  |  |  |  |  |  |  |  |  |  |  |  |  |  |  |  |  |  |  |  |  |  |  |  |  |  |  |  |  |  |  |  |  |